# Portada/efemèride setembre 11
La Via Catalana 2014 a la Diagonal de Barcelona.
« 10 de setembre · 11 de setembre · 12 de setembre »